# Ачан
Ача́н (рос. Ачан) — село у складі Амурського району Хабаровського краю, Росія. Адміністративний центр та єдиний населений пункт Ачанського сільського поселення.

## Населення
Населення — 512 осіб (2010; 569 у 2002).
Національний склад (станом на 2002 рік):
- нанайці — 79 %